# Matteo Bono
Matteo Bono est un coureur cycliste italien né le 11 novembre 1983 à Iseo dans la province de Brescia en Lombardie. Professionnel de 2006 à 2018, il a effectué toute sa carrière au sein des équipes Lampre puis UAE Abu Dhabi.

## Biographie
Matteo Bono pratique le cyclisme en prenant pour modèles son père, coureur amateur, et son frère Paolo, de sept ans son aîné, professionnel en 2001 et 2002.
Matteo Bono devient coureur professionnel en 2006, au sein de l'équipe Lampre-Fondital, qu'il a intégrée en août 2005 en tant que stagiaire. Il y est essentiellement un équipier de Damiano Cunego. 
En mars 2007, il obtient sa première victoire professionnelle en gagnant l'étape-reine de Tirreno-Adriatico. Deux mois plus tard, il s'impose à nouveau lors de la troisième étape du Tour de Romandie. Il dispute ensuite le Tour d'Italie, son premier grand tour, et voit le contrat qui le lie à Lampre prolongé.
En 2008, il participe pour la première fois au Tour de France et se classe 117e de l'épreuve.
En 2011, il participe une nouvelle fois au Tour de France et gagne la cinquième étape de l'Eneco Tour.
Fin 2014, il prolonge son contrat avec Lampre-Merida. Effectuant ainsi en 2015 sa dixième saison dans l'équipe, il est le coureur ayant la plus longue présence dans son effectif.
L'année 2015 voit le coureur italien prendre le départ du Tour de France 2015 pour la quatrième fois et finir 118e du classement général à Paris.
Au mois d'août 2017 il prolonge de deux ans le contrat qui le lie à son employeur.

## Palmarès et classements mondiaux

### Palmarès amateur
- 2003
  - 3e du Trofeo Comune di Triuggio
- 2004
  - 2e de l'Astico-Brenta
- 2005
  - Trophée de la ville de Brescia
  - 2e du Mémorial Gigi Pezzoni
  - 2e du Gran Premio Pedale BS 3 Tre
  - 3e du Trophée Tempestini Ledo

### Palmarès professionnel
- 2007
  - 1re étape du Tour de Pologne (contre-la-montre par équipes)
  - 3e étape du Tour de Romandie
  - 6e étape du Tirreno-Adriatico
  - 3e de la Klasika Primavera
- 2011
  - 5e étape de l'Eneco Tour

### Résultats sur les grands tours

#### Tour de France
6 participations
- 2008 : 117e
- 2011 : 93e
- 2013 : abandon (8e étape)
- 2015 : 118e
- 2016 : 136e
- 2017 : 111e

#### Tour d'Italie
5 participations
- 2007 : 139e
- 2009 : 123e
- 2010 : 86e
- 2012 : 99e
- 2014 : 77e

#### Tour d'Espagne
1 participation
- 2013 : 143e

### Classements mondiaux
| Année              | 2007 | 2008 | 2009 | 2010 | 2011 | 2012 | 2013 | 2014 | 2015 |
| ------------------ | ---- | ---- | ---- | ---- | ---- | ---- | ---- | ---- | ---- |
| Classement ProTour | 155e |      |      |      |      |      |      |      |      |
| UCI World Tour     |      |      |      |      | 167e | nc   | nc   | nc   | nc   |